# Salle omnisports du complexe Miloud Hadefi
La Salle omnisports du complexe olympique Miloud Hadefi (en arabe : قاعة متعددة الرياضات للمركب الأولمبي ميلود هدفي) est une salle omnisports située dans le quartier de Belgaïd à Bir El Djir dans la banlieue est d'Oran en Algérie. La salle fait partie du Complexe olympique Miloud Hadefi.

## Histoire
La salle a été inaugurée le 23 juin 2022 par le président algérien Abdelmadjid Tebboune. Elle a accueilli de nombreux événements, tels que les Jeux méditerranéens de 2022 et les Jeux panarabes de 2023,.
Le premier match a eu lieu le 4 juillet 2022 entre l'Équipe d'Espagne féminine de handball et l'Équipe du Portugal féminine de handball dans le cadre du match de demi-finale du Tournoi féminin de handball aux Jeux méditerranéens de 2022.

## Disciplines accueillies
- Basket-ball
- Futsal
- Handball
- Volley-ball

## Événements Importants
La salle a abrité plusieurs évènements sportives importantes :
- Les Jeux méditerranéens de 2022
- Le Championnat arabe de Gymnastiques de 2022
- Les Jeux panarabes de 2023
- Finale de la Coupe d'Algérie masculine de handball 2022-2023